# Stenotes crassicornis
Stenotes crassicornis là một loài tò vò trong họ Ichneumonidae.